# Tim Campbell
Timothy Campbell es un actor australiano, más conocido por haber interpretado a Dan Baker en la serie Home and Away.

## Biografía
En diciembre de 2007, durante una entrevista, Tim reveló que es gay. En 2008 comenzó a salir con el cantante Anthony Callea; la pareja se conoció cuando trabajaron juntos en el musical Rent.

## Carrera
En 2000 apareció como invitado en un episodio de la serie Water Rats, donde interpretó al oficial Peter Kostis. En 2003 apareció en la serie infantil Snobs, donde interpretó al oficial Stubbs, la serie fue cancelada después de la primera serie. En 2004 se unió al elenco de la exitosa y aclamada serie australiana Home and Away, donde interpretó a Daniel David "Dan" Baker hasta 2008. Anteriormente en 1993 había aparecido por primera vez en la serie cuando interpretó a Brad, un jugador de fútbol de Tabbie Creek en un episodio. En 2007 apareció en el programa de baile australiano Dancing with the Stars, donde concursó junto a la bailarina profesional Natalie Lowe, la pareja quedó en terceer lugar. En 2008 se volvió en el presentador del show Million Dollar Wheel of Fortune, sin embargo el programa fue cancelado. Poco después se unió a la segunda temporada del programa de canto The Singing Bee reemplazando a Joey Fatone como el condutctor del programa.
En 2010 apareció en la serie Sea Patrol, donde interpretó a Harry Edwards, ese mismo año apareció en la serie Dead Gorgeous, donde dio vida al señor Doyle. En 2011 apareció como invitado en un episodio de la serie norteamericana Flashpoint, donde interpretó a Dave. En 2012 se unió al elenco principal de la serie House Husbands, donde interpretó a Tom Parker hasta el final de la segunda temporada.

## Filmografía
Series de televisión
| Año         | Título             | Personaje        | Notas                                |
| ----------- | ------------------ | ---------------- | ------------------------------------ |
| 2018        | Olivia Newton-John | Brendan Murphy   | ep. #1.2 - miniserie                 |
| 2016        | Please Like Me     | George           | episodio "Beluga Caviar"             |
| 2012 - 2013 | House Husbands     | Tom Parker       | 22 episodios                         |
| 2011        | Flashpoint         | Dave             | episodio "Shockwave"                 |
| 2010        | Sea Patrol         | Harry Edwards    | episodio "Brotherhood of the Sea"    |
| 2010        | Dead Gorgeous      | Mr. Doyle        | 13 episodios                         |
| 2004 - 2008 | Home and Away      | Dan Baker        | 282 episodios                        |
| 2003        | Snobs              | Oficial Stubbs   | 6 episodios                          |
| 2003        | White Collar Blue  | Michael Connelly | episodio # 2.4                       |
| 2001 - 2002 | Always Greener     | Joe Farnell      | 3 episodios                          |
| 2002        | Mcleod's Daughters | Finn O'Neill     | episodio "You Can Leave Your Hat On" |
| 2002        | The Lost World     | Joven Challenger | episodio "The Elixir"                |
| 2002        | BeastMaster        | Galen            | episodio "The Alliance"              |
| 2000        | Water Rats         | Peter Kostis     | episodio "We Could Be Heroes"        |
| 1999        | Wildside           | Hamish Nash      | episodio #2.15                       |
| 1999        | Big Sky            | Blake Wallace    | 13 episodios                         |
| 1996        | Police Rescue      | Hugo             | episodio "The Ultimate"              |

Películas
| Año  | Título                                   | Personaje      | Notas                                                    |
| ---- | ---------------------------------------- | -------------- | -------------------------------------------------------- |
| 2005 | The Great Raid                           | Cpl. Friedberg | junto a Benjamin Bratt, Robert Mammone & Sam Worthington |
| 2005 | Dynasty: The Making of a Guilty Pleasure | P.A.           | junto a Rachael Taylor                                   |
| 2002 | Searching for Mr Right.Com               | Simon          | junto a David Ross Paterson                              |
| 2001 | Rooms for Rent                           | -              | junto a Olivia Connolly                                  |
| 2000 | Angst                                    | Barnsey        | junto a Jessica Napier & Abi Tucker                      |
| 1998 | The Day of the Roses                     | McCrossan      | junto a Stephen Curry, Helen Dallimore & Rebecca Gibney  |

Teatro
| Año         | Obra                              | Personaje       | Director | Teatro          | Notas                                                                  |
| ----------- | --------------------------------- | --------------- | -------- | --------------- | ---------------------------------------------------------------------- |
| 2009 - 2010 | Wicked                            | Fiyero          | -        | Capitol Theatre | junto a Jemma Rix, Patrice Tipoki & Pippa Grandison                    |
| 2009        | The Boyfriend                     | Bobby Van Husen | -        | State Theatre   | junto a Rhonda Burchmore                                               |
| 2008        | Shout! The Legend of the Wild One | Johnny O'Keefe  | -        | -               | junto a Alex Fishman, Glenn Shorrock, Colleen Hewitt & John Paul Young |
| 2007        | Rent (musical)                    | Roger           | -        | -               | junto a Anthony Callea                                                 |
| -           | Jack and Jill                     | Jack            | -        | -               | -                                                                      |
| -           | The Nutcracker                    | Príncipe        | -        | -               | -                                                                      |

Presentador y apariciones
| Año         | Título                          | Notas                      |
| ----------- | ------------------------------- | -------------------------- |
| 2008 - 2009 | The Singing Bee                 | 5 episodios - presentador  |
| 2008        | Million Dollar Wheel of Fortune | 25 episodios - presentador |
| 2007        | National Bingo Night            | 6 episodios - presentador  |
| 2007        | Dancing with the Stars          | 11 episodios - concursante |